# KV18
A KV18, no Vale dos Reis em Egito, é a tumba do faraó Ramessés X, da vigésima dinastia. Entretanto, porque aparenta ter sido abandonada enquanto ainda não tinha sido terminada e porque nenhum objeto funerário foi encontrado na tumba, é incerto se a tumba foi utilizada para seu enterro.
A tumba consiste de um entrada e duas secções de corredores separados por portas. A entrada foi usada por Howard Carter como o primeiro local de gerador de eletricidade do Vale, ele também caiou algumas das paredes dos corredores. Após penetrar na rocha 43 metros, a tumba termina em uma rocha que estava ainda sendo encavada.